# Kasualisme
 Ikke at forveksle med Kausalisme.
Kasualisme er den filosofiske anskuelse at verden, dens opståen, og udvikling alene beror på tilfældigheder.
Begrebet kan spores tilbage til den græske filosof Epikur (341 f.Kr.-270 f.Kr.). Dog skal det bemærkes at mange af de originale værker, der omhandler kasualisme, er gået tabt og nutidens kilder baserer sig primært på Diogenes Laertius (ca. 3. Årh. e.Kr.) værk Fremragende filosoffers liv, samt afskrifter og videreudvikling, af Lukrets (ca. 99 f.Kr. – ca. 55 f.Kr.) og Cicero (3. januar 106 f.Kr. – 7. december 43 f.Kr.).
Kasualismen antager at universet er opstået ved en tilfældighed, altså ikke skabt af et omnipotent væsen, og tilhængere af kasualismen er derfor ofte blevet beskyldt for at være ateister. Kasualismen har en del ateistiske træk, men ingen af oldtidens filosoffer benægtede gudernes eksistens. Epikur postulerer at guderne simpelthen holder sig udenfor "driften" af universet, og slet ikke opfatter menneskets eksistens. Filosofien baserer sig på observationer af velkendte naturfænomener, såsom bølgerne på havet, og regndråbernes tilfældige fald mod jorden. Kasualisme er som sådan begrebet tilfældighed som filosofi.